# Lola et ses frères
Pour plus de détails, voir Fiche technique et Distribution.
Lola et ses frères est un film français coécrit et réalisé par Jean-Paul Rouve, sorti en 2018.

## Synopsis
Lola, Pierre et Benoît sont très différents mais forment une fratrie très soudée depuis le décès de leurs parents. Lola, avocate spécialisée dans le divorce, joue la médiatrice pour ses frères car une maladresse lors du mariage de Benoît pousse ce dernier à couper les ponts avec Pierre, qui de son côté a des difficultés dans son travail. Lola et ses frères parviendront-ils à renouer leurs liens d'avant ?

## Fiche technique
- Titre : Lola et ses frères[2]
- Réalisation : Jean-Paul Rouve
- Scénario : Jean-Paul Rouve, David Foenkinos
- Producteurs : Maxime Delauney, Romain Rousseau
- Photographie : Christophe Offenstein
- Directeur de production : Luc Martinage et Nathalie Chavanes
- Décors : Laurent Ott
- Costume : Carine Sarfati
- Ingénieur du son : Marc-Antoine Beldent, Matthieu Bricout
- Monteur :Jean-Christophe Bouzy
- Musique : Alexis Rault
- Casting : Gigi Akoka
- Casting petits rôles : Aurore Broutin
- Société de production : Nolita Cinéma
- Coproductions : TF1 Studio , France 2 Cinéma, Les Films du Monsieur
- SOFICA : Cofinova 14
- Distribution : UGC Distribution (France)
- Exportation / Vente internationale : TF1 Studio
- Genre : comédie
- Pays d'origine :  France
- Durée : 105 minutes
- Budget: 6 millions d'euros
- Date de sortie :
  - France : 28 novembre 2018

## Distribution
- Ludivine Sagnier : Lola Esnart
- José Garcia : Pierre Esnart
- Jean-Paul Rouve : Benoît Esnart
- Ramzy Bedia : Zoher

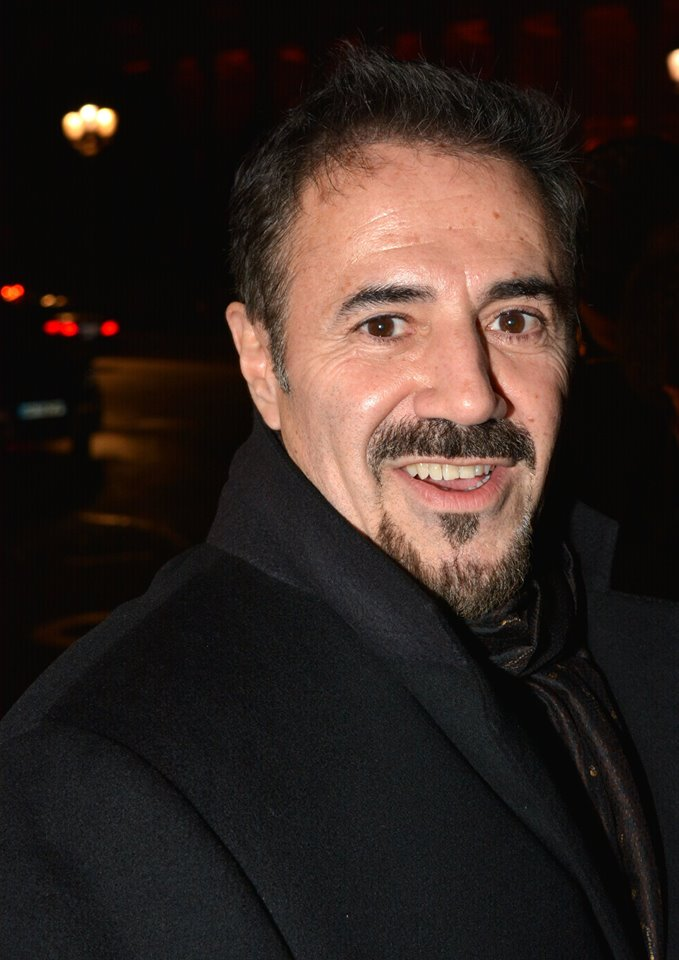
L'acteur José Garcia, au dîner des révélations des Césars 2018.

- Pauline Clément : Sarah, la femme de Benoît
- Gabriel Naccache : Romuald Esnart, le fils de Pierre
- Philippine Leroy-Beaulieu : Sabine
- Franc Bruneau : le collègue de Pierre
- Jacques Boudet : l'homme du cimetière
- Aurore Broutin : Maryline, la femme qui divorce
- Pierre Diot : l'homme qui divorce
- Anthony Sonigo : le journaliste à la mairie
- Margaux Gendre : Simone, la petite de Sarah et de Benoît

## Autour du film
Il s'agit du deuxième film consécutif réalisé par Jean-Paul Rouve coécrit par ce dernier avec l'écrivain David Foenkinos. Mais si le précédent, Les souvenirs, était une adaptation (du roman éponyme de l'écrivain), celui-ci est un scénario original.

## Production
Le film est réalisé par Jean-Paul Rouve, produit par Maxime Delauney, Romain Rousseau de la production Nolita Cinéma,.

## Tournage
Le tournage a commencé début novembre 2017 et s'est fini en décembre. Le film a été tourné à Angoulême, Cognac, Saintes, La Rochelle dans la région Charente-Maritime, quelques scènes ont été tournées à Bordeaux et Paris. La scène de démolition des immeubles a été tournée à Rillieux-la -Pape (Rhône), place Lyautey (non crédité).